# Comuna Petrivka, Perevalsk
Petrivka (în ucraineană Петрівка) este o comună în raionul Perevalsk, regiunea Luhansk, Ucraina, formată din satele Kameanka și Petrivka (reședința).

## Demografie
Componența lingvistică a comunei Petrivka
     Ucraineană (66,77%)
     Rusă (32,32%)
     Alte limbi (0,45%)
Conform recensământului din 2001, majoritatea populației comunei Petrivka era vorbitoare de ucraineană (66,77%), existând în minoritate și vorbitori de rusă (32,32%).